# Stuart A. Rice
Stuart Alan Rice, född 6 januari 1932 i New York, död 
22 december 2024 i Chicago, var en amerikansk teoretisk och fysikalisk kemist. Han är känd som en teoretisk kemist, som också utfört experimentell forskning, och har ägnat en stor del av sin karriär med att arbeta inom flera områden av fysikalisk kemi. Han var vid sin död Frank P. Hixon Distinguished Service professor emeritus vid University of Chicago. Under sin tid vid University of Chicago har Rice handlett mer än 100 doktorander och postdoktorer. Han tilldelades National Medal of Science 1999.

## Utbildning och karriär
Stuart Rice gick på Bronx High School of Science, fick sin bachelor's degree 1952 från Brooklyn College, och tog sin master's och doktorsexamen från Harvard University 1954 respektive 1955. Han hade problem med att deltaga i forskarutbildningen på grund av tuberkulos, men han blev botad från sjukdomen genom en experimentell behandling av isoniazid och streptomycin. Rice stannade vid Harvard som Junior Fellow i tre år, även om han tillbringade de två sista av dessa med forskningsarbete vid Yale University’s kemiavdelning. Därefter började han 1957 vid fakulteten vid University of Chicago, där han stannade under resten av sin karriär.
Rice har verkat vid universitetet i en mängd olika funktioner under sin femtiosju år långa tjänstgöring. Han var direktör för James Franck Institute (universitetets centrum för fysikalisk kemi och kondenserade materiens fysik) från 1961 till 1967. Han var ordförande för institutionen för kemi från 1971 till 1976 och var dekanus för Physical Sciences Division från 1981 till 1995. Han tjänstgjorde som dekanus för Toyota Technological Institute i Chicago från oktober 2006 till oktober 2010 och som interimsordförande för institutet från oktober 2010 till april 2013.
Utöver sitt arbete vid universitetet har han suttit i styrelsen för Tel Avivs universitet och har fungerat som redaktör för tidskrifterna Chemical Physics Letters och Advances in Chemical Physics, och var medförfattare till flera läroböcker i fysikalisk kemi tillsammans med Stephen Berry och John Ross.

## Forskning
Stuart Rice började sin vetenskapliga karriär redan under gymnasietiden och publicerade ett arbete om folsyra. Han avslutade sin doktorsavhandling under handledning av Paul Doty, och bidrog till det då framväxande forskningsområdet om  DNA. Projektet omfattade både experimentella och teoretiska delar, något som även blev ett kännetecken för hans senare arbeten.
Under sin tid vid Yale började Rice att studera transport i vätskor. Han bestämde trandportegenskaperna hos flytande ädelgaser och metan, samtidigt som han också utvecklade den teoretiska bakgrunden för transport i vätskor och jämförde resultaten med simuleringar av Lennard-Jones-vätskor.
Härefter bidrog han till att utveckla teorin om elektroniska excitationer (excitoner) i molekylära kristaller och vätskor, och han arbetade inom området för strålningsfria molekylära övergångar, och började egna experimentella arbeten efter utvecklingen av Bixon- Jortner-modellen, samtidigt som han tillsammans med medarbetare utökade den teoretiska modellen för dessa övergångar. Denna forskning ledde honom till att undersöka effekterna av kvantkaos på exciterade molekyler, och koppla ihop den utvecklande modellen för övergångar med kvantkaos för att få kontroll av övergången av exciterade molekyler. Detta ledde till området koherent kontroll, kvantkontroll genom laserexcitation, som utvecklades av andra forskare vid University of Chicago.
Vid samma tid började han också arbeta med att förstå de elektriska egenskaperna hos flytande metaller, där bristen på translationell ordning motverkade försök att förstå deras elektroniska bandstruktur. Diskrepansen mellan de dielektriska resultaten av reflektivitets- och ellipsometri-data för flytande kvicksilver medförde en inriktning av arbeten kring arten av konduktivitet vid vätske-ång-ytan hos flytande metall, vilket slutligen visade att förekomsten av jon-inhomogeniteter vid gränssnittet medförde elektroniska förändringar i bulkvätskan som kvarstår för flera atom-diametrar inne i en vätska.
Mindre forskningsområden, som Rice arbetat med och har publicerat resultat från, inkluderar bland annat kemin för vatten, teorin om frysning av vätskor, egenskaperna hos monolager i vätskor och begränsade kolloidala system.

## Utmärkelser och utmärkelser
Rices mest prestigefyllda utmärkelse är National Medal of Science, det högsta vetenskapliga priset som delades ut i USA, 1999. Han tilldelades Wolfpriset i kemi 2011 tillsammans med Krzysztof Matyjaszewski och Ching W. Tang.
Han var medlem i både National Academy of Sciences och American Academy of Arts and Sciences, och en medlem av American Philosophical Society. År 1970 belönades Rice med Llewellyn John and Harriet Manchester Quantrell Award för excellens i undervisning, landets äldsta pris för grundutbildning och ett högt uppskattat fakultetspris vid University of Chicago.

## Påverkan
Under loppet av sin långa karriär har Rice format mycket debatt om teoretisk fysikalisk kemi. Han citeras på National Medal of Science "för att ha förändrat den moderna fysikaliska kemins natur genom sin forskning, undervisning och författande, genom att använda fantasifulla tillvägagångssätt för både experiment och teorier, som har inspirerat en ny generation forskare." Med fler än 100 doktorander har Stuart Rice haft en stor inverkan på området fysikalisk kemi helt enkelt genom det antal forskare han har utbildat. Den teoretiske kemisten David Tannor, som är Hermann Mayer-professor vid Institutionen för kemisk fysik vid Weizmann Institute of Science i Israel, gjorde sitt post-doc-arbete hos Stuart Rice och David W. Oxtoby vid University of Chicago.

## Privatliv
Vid University of Chicago var Rice känd för att äta lunch nästan varje vardag på universitetets restaurang Quadrangle Club (en fakultetsklubb), där han har ätit över 9 000 gånger. Rice var känd för att sitta vid huvudänden av kemibordet, inte för att han var den högsta medlemmen på avdelningen, utan för att han var väldigt lång.
Rice var gift med Marian Coopersmith från 1952 till hennes död 1994.